# ناتالیا بارباشینا
ناتالیا بارباشینا (روسی: Наталья Леонидовна Барбашина؛ زادهٔ ۲۶ اوت ۱۹۷۳) بازیکن فوتبال اهل روسیه است.
وی همچنین در تیم ملی فوتبال زنان روسیه بازی کرده‌است.